# Pseudosyrtis fluviatilis
Pseudosyrtis fluviatilis är en plattmaskart som först beskrevs av Gieysztor 1938, och fick sitt nu gällande namn av Ax 1955. Pseudosyrtis fluviatilis ingår i släktet Pseudosyrtis och familjen Otoplanidae. Inga underarter finns listade i Catalogue of Life.